# Mispila mindanaonis
Mispila mindanaonis là một loài bọ cánh cứng trong họ Cerambycidae.